# Baffelan
Il Baffelàn è una montagna delle Alpi alta 1793 m, appartenente alla catena del Sengio Alto, nelle Piccole Dolomiti.

## Conformazione
È una delle più caratteristiche cime delle Piccole Dolomiti, composta prevalentemente da Dolomia principale, e vista da sud mostra un profilo ben evidente a triangolo acuto. La parete orientale, quella più adatta a salite alpinistiche, è alta 300 m ed è considerata l'icona di tutti gli alpinisti vicentini.

## Origine del nome
Il toponimo è di difficile interpretazione. Alcuni vi hanno riconosciuto nella prima parte il termine cimbro bafel "focaccia" e lo hanno messo a confronto con quello del vicino pian delle Fugazze, ad indicare delle località in cui era usanza pagare gli affitti in focacce; è tuttavia plausibile anche un significato figurato in riferimento alla conformazione della montagna. La seconda parte potrebbe derivare da lahn "slavina". Ancora, secondo lo studioso Giovanni Cainelli, l'origine del nome potrebbe risalire al cimbro bolf "lupo" per quanto riguarda la prima componente, mentre la seconda corrisponderebbe a lant, "terra, suolo, terreno". Secondo questa spiegazione Baffelan varrebbe quindi "terra del lupo".

## Alpinismo
Le principali vie alpinistiche sono:
- Via Ferrara: itinerario storico, aperto nel 1971 da G. Soldà e A. Gorini che segue il filo dello spigolo nord-ovest a partire dal gomito del Vajo del Baffelàn. Sviluppo: 170 m; V e A1.
- Via Bentornato:  Via alpinistica ben protetta, aperta nel 2007 da Silvio Scandolara e Arturo Franco Castagna, sulla parete Nord a destra della Via Verona. Sviluppo: 220 m; difficoltà: IV/V/VI.
- Via Verona: Via alpinistica, classica di medio-bassa difficoltà, che si sviluppa sulla parete Nord del Baffelàn, aperta da Padovan, Rossi e Bortolan nel 1927. Sale un sistema di camini molto evidente per arrivare in cima al pilastro dove si congiunge alla via Soldà e uscendo poi per un camino. Sviluppo 170 m; difficoltà: III/III+ e pp IV. Attacco delicato V.
- Via Vicenza: Via che si sviluppa sulla parete nord del Baffelàn, a sinistra e parallela alla via Verona che incrocia a circa metà altezza per poi deviare verso lo spigolo nord-ovest. Sviluppo: 170 m; difficoltà: III/III+ e pp IV.
- Via Dei Montecchiani Ribelli: Via di alta difficoltà aperta dal basso in stile tradizionale da Alberto Peruffo e Leonardo Meggiolaro nel luglio del 2015, nel centro della parete Nord. La prima parte sale le placche a destra della Via Thiene, superando direttamente l'evidente strapiombo bombato, proseguendo quindi diretti tra le vie Vicenza e Verona. Sviluppo: 165 m; difficoltà VI+, 1 passo di VIII- e alcuni di VII (VI+ obbl.).
- Via Thiene: Via che vince direttamente il levigato pilastro nord del Baffelàn, aperta nel 1954 da Zaltron, Finozzi e Dalle Carbonare. Sviluppo: 170 m; difficoltà IV/V, 1 passo di VI- ed un tratto di VII-.
- Via Soldà: classicissima e ripetuta Via lungo il pilastro nord del Baffelàn che supera per paretine e fessure sul lato sinistro; aperta da Gino e Aldo Soldà con Franco Bertoldi nel 1928. L'itinerario odierno è frutto di varianti trovate nelle ripetizioni: l'attacco lungo il canale basale e poi per cengia è stato aperto da Colbertaldo e Suppi nel 1932. Sviluppo 250 m; difficoltà: III/IV/IV+ ed 1 passo di V-.
- Via Superbaffelàn: bell'itinerario sportivo. Aperto nel 1986 da Ceccato, Cailotto e Bevilacqua. Sviluppo: 270 m; difficoltà: VI/VII. Protetta integralmente a spit.
- Via Tranquillo e Placido: altra Via ancora più diretta allo spigolo, che raddrizza parte della linea trovata nel 1937 da Gino ed Italo Soldà lungo lo spigolo est nord-est. Molto vicina a Superbaffelàn, attrezzata nel 1995 da Tranquillo e Placido Balasso. Sviluppo: 280 m; difficoltà: VI+ molto sostenuto e passi di VII. Protetta con spit artigianali.
- Via Carlesso: Via logica, diretta e varia alla parete est del Baffelàn con l'inizio in comune alla Berti-Carugati, abbastanza vicina alla Tranquillo e Placido; essa è una grande classica del Baffelàn e delle Piccole Dolomiti. Sviluppo: 290 m; difficoltà: IV/V ed 1 passo di V+.
- Via del Gran Strapiombo: itinerario storico di Boschetti e Zaltron del 1953 che per primo tentò di violare il grande strapiombo della parete est. Raramente frequentato, si stacca dalla Grande Cengia della Carugati e sale superando le macchie gialle. Sviluppo: 200 m; V+ e A1.
- Via Alpinismo Radicale: Via estrema aperta dal basso in stile tradizionale da Alberto Peruffo e Alberto Urbani in tre tentativi nel 1999. Sale dalla base della parete direttamente alla vetta, restando sempre alla sinistra della Carlesso con chiodi normali anche alle soste. Sviluppo: 340 m; difficoltà: VI e VII grado continue, con il tiro più difficile di VII+ con un tratto di VIII- obbligatori su roccia delicata e 3 metri finali di A1. La via conta poche ripetizioni integrali in libera ed è considerata una delle più difficili e pericolose vie alpinistiche delle Piccole Dolomiti.
- Via Berti-Carugati: il primo itinerario aperto sulla parete est del Baffelàn nel 1908 dal grande pioniere delle Dolomiti Antonio Berti, essa segue i punti più vulnerabili della parete. Sviluppo: 335 m; difficoltà: III/III+ e passi di IV.
- Via del Piacere: Via alpinistica ben protetta, su ottima roccia ad esclusione degli ultimi due tiri, aperta nel 1993 da Giuseppe Dal Forno e Arturo Franco Castagna, sulla parete est a sinistra della Berti-Carugati. Segue una logica sequenza di camini e spigoli. Sviluppo: 350 m; difficoltà: V/VI.
- Via Ceneri nel Vento: Via sportiva. Linea molto diretta che vince la parete est del Baffelàn nel punto di maggior dislivello, sul tetto ricalca una vecchia via aperta da M. Marchetto e Nevio Soldà nel 1970. Aperta nel 1995. Sviluppo: 380 m; difficoltà IV/V di media, VI all'inizio ed A1 il tetto (o VIII+).
- Via I Segreti del Baffelàn: Via alpinistica ben protetta aperta nel 2004 da Mario Brighente e Arturo Franco Castagna, sulla parete Est del Baffelàn. Attacca nel punto più basso della parete est, a sinistra della Via Ceneri nel Vento, mantenendosi nella parte alta a sinistra della Via del Piacere. L'uscita è in comune alla Via Casara. Sviluppo 400 metri; difficoltà IV+/V/V+.
- Spigolo Casara: Via aperta nel 1926 da Severino Casara, R. Maltini, G. Cabianca e G. Priarolo, lungo l'affilata lama dello spigolo sud-est. Sviluppo: 400 m; difficoltà: IV.
- Indiretta Carretta-Sgreva: itinerario su roccia solida che si svolge a sinistra dello spigolo Casara, lungo la stretta e nascosta parete sud, aperto da L. Sgreva e A. Carretta nel 2000. 300 m; VII/A0.
- Diretta delle Ombre: itinerario sportivo-alpinistico che si stacca dal vajo del Baffelàn e sale lungo la parete sud destreggiandosi tra le due linee classiche aperte da Soldà nel 1928,  talvolta ripercorrendole. Aperta da Confente, Gianesini e Leorato nel 2017; sviluppo: 400 m; difficoltà: VII/A0.
- Via Roby Cocco: itinerario sportivo che percorre la medesima stretta parete sud del Baffelàn, completamente attrezzato a fix e dedicato a Roberto Cocco. Aperta dagli amici di Roberto del gruppo "I Sogati". Sviluppo: 380 m; difficoltà: 6b/A0.[3]

## Sci

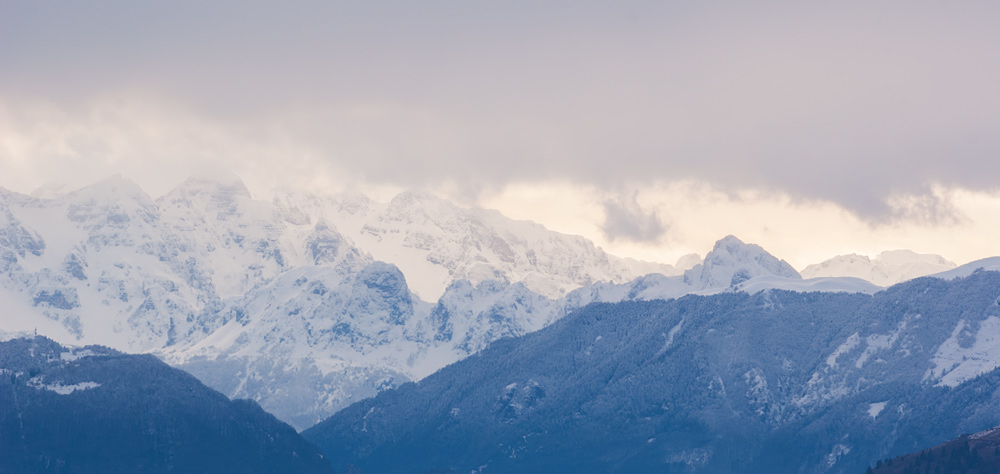
Il Baffelan al centro di questa fotografia, tra Cima Carega e il Monte Cornetto

Su questa montagna non è praticabile né sci alpino né sci alpinismo, a causa delle pareti troppo rocciose e ripide. Nel versante settentrionale, meno scosceso, la discesa è invece impedita dalla presenza di una fitta vegetazione.